# Kane (Wrestler)

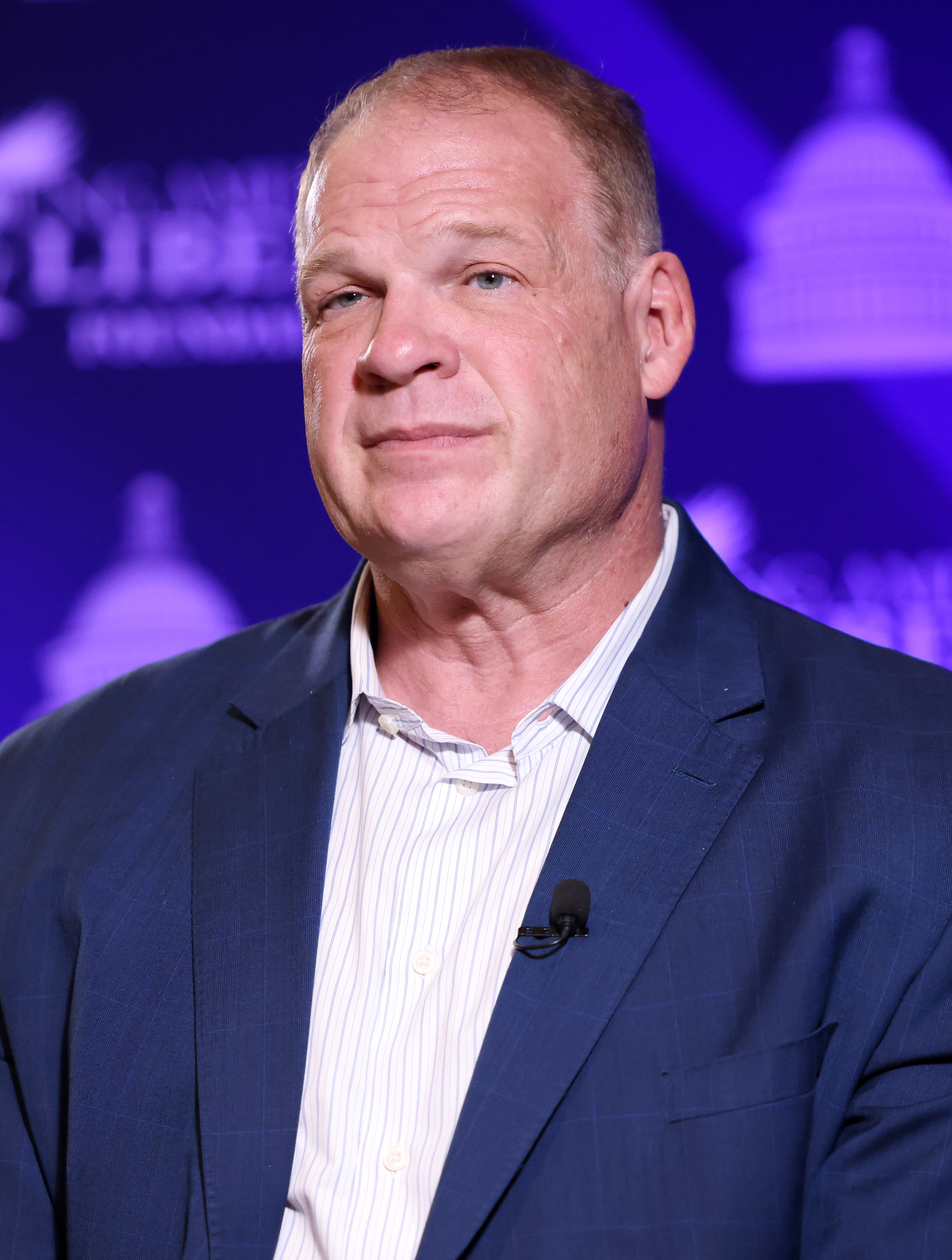
Glenn Jacobs, 2023

Glenn Thomas Jacobs (* 26. April 1967 in Torrejón de Ardoz, Spanien) ist ein US-amerikanischer Wrestler und Politiker. Als Wrestler trat er bei World Wrestling Entertainment (WWE) unter seinem Ringnamen Kane auf. Seit September 2018 ist Jacobs Bürgermeister von Knox County, Tennessee.

## Privatleben
Glenn Jacobs wurde zwar in Madrid als Sohn eines dort stationierten US-Soldaten geboren, wuchs jedoch in Bowling Green, im Bundesstaat Missouri auf. Dort begann er auf der Highschool Basketball zu spielen. Er studierte an der Northeast Missouri State University Englisch, erreichte jedoch 1991 wegen einer Studienplanumstellung nur einen Bachelor und dadurch kein Lehrzertifikat. Auch hier spielte Jacobs Basketball und American Football. Seit 1995 ist Jacobs mit seiner Frau Crystal verheiratet und zusammen haben sie zwei Töchter. Die Familie lebt in Jefferson City, Tennessee. Jacobs besaß ein Fitnessstudio in Sevierville, Tennessee. 2002 gewann Kane das zweite WWF-Special von The Weakest Link (US-Version von Der Schwächste fliegt) und erspielte 83.500 $ für das St. Jude’s Children’s Hospital in Tennessee. Tatsächlich ist er etwas mehr als 6 Fuß 8 Zoll (also ca. 2,03 m) groß, trägt bei seinen Auftritten Schuhe mit Einlagen, um größer zu wirken. Obwohl er so eine Höhe von 6 Fuß 10 Zoll erreicht, wird er von der WWE mit 7 Fuß (ca. 2,13 m) geführt.

## Wrestling-Karriere

### Anfänge
Jacobs feierte sein Wrestling-Debüt 1992 als Unabomb bei der United States Wrestling Association (USWA). Dort trat er auch unter den Namen Doomsday und The Christmas Creature an und konnte den USWA Heavyweight Champion Titel gewinnen. Als Unabomb wurde er zusammen mit Al Snow Tag Team Champion bei Smoky Mountain Wrestling. Auch in anderen Independent-Ligen, wie z. B. in Tennessee war er als (Mike) Unabomb aktiv. In europäischen Ligen (WWC) benutzte er den Namen Spartacus.

### World Wrestling Federation/Entertainment

#### Anfänge und Entstehung von Kane (1995–1998)
Im Sommer 1995 gab Jacobs sein Debüt bei der World Wrestling Federation an der Seite von Jerry Lawler. Als böser Zahnarzt Dr. Isaac Yankem fehdete er gegen Bret Hart. Im Herbst 1996 schlüpfte Jacobs dann in die Rolle von Diesel, da Kevin Nash, der bis dahin unter diesem Namen aufgetreten war, die WWF in Richtung Konkurrenzliga WCW verlassen hatte. Allerdings verwarf man dieses Gimmick schnell wieder, da es bei den Fans nicht gut ankam.
Seit 1997 stellt Jacobs den Wrestler Kane dar. Laut Storyline ist er der Halbbruder des Undertakers und trug eine Maske, da sein Gesicht bei einem vom Undertaker entfachten Hausbrand entstellt wurde. Sein Debüt als Kane gab Jacobs beim PPV WWF In Your House: Bad Blood, als er in das Hell in a Cell-Match zwischen dem Undertaker und Shawn Michaels eingriff und Letzterem zum Sieg verhalt. Er fehdete gegen Mankind, Vader und Steve Austin und bestritt bei WresteMania 14 sein erstes Match gegen den Undertaker, das dieser nach drei Tombstones gewinnen konnte. Dabei war Kane der erste Wrestler, der sich aus dem Tombstone-Finisher befreien konnte. Bei der Großveranstaltung King of the Ring 1998 durfte Jacobs den WWF Champion Titel von Steve Austin in einem First Blood-Match gewinnen, verlor ihn aber am nächsten Abend wieder an ihn. Am 13. Juli 1998 wurde Jacobs zusammen mit Mankind neuer WWF Tag Team Champion.

#### Brothers of Destruction und Demaskierung (1998–2004)

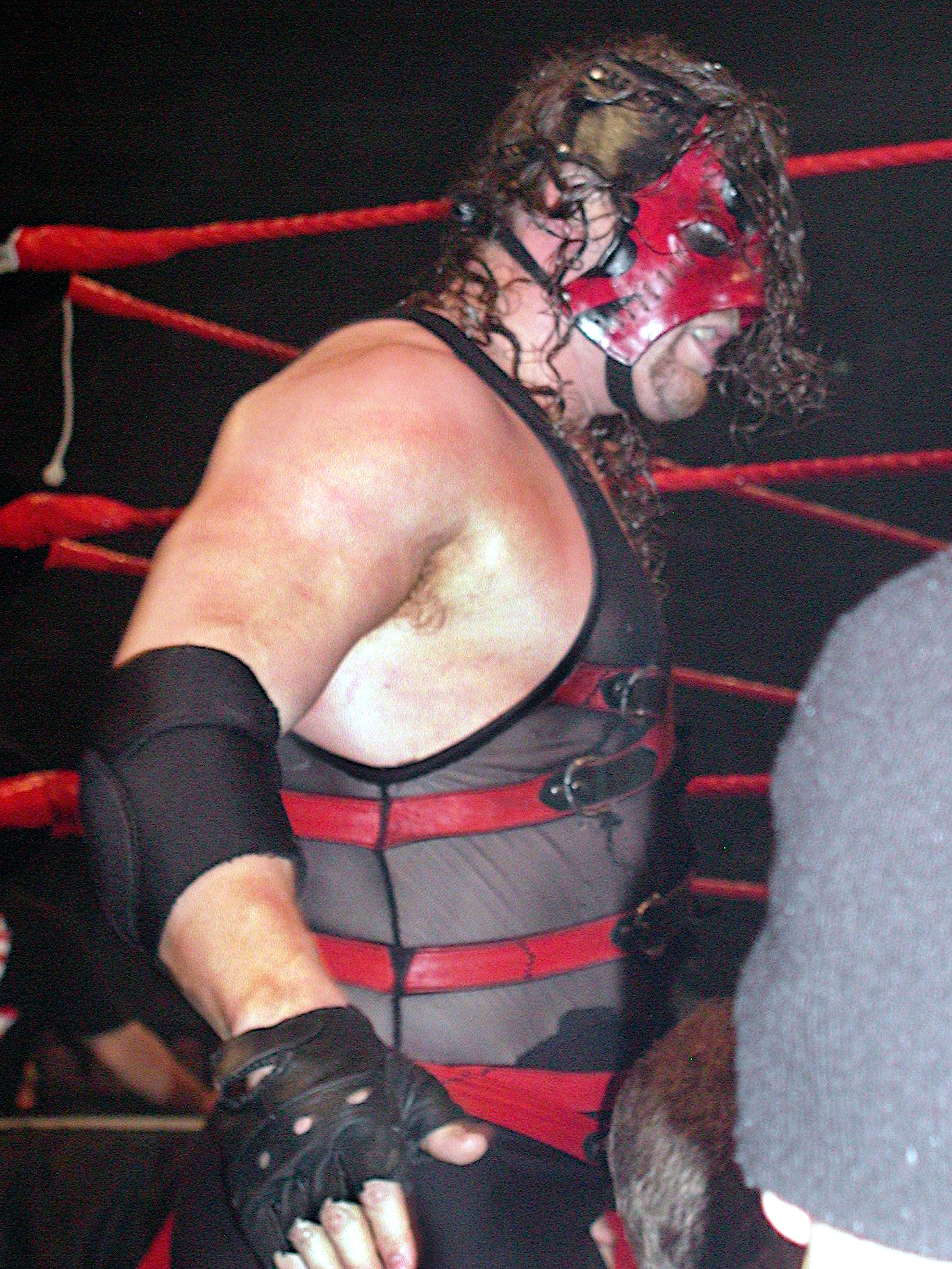
Kane bei Raw wenige Wochen vor seiner Demaskierung (2003)

Nach einem kurzlebigen Team mit Big Show verbündete er sich mit dem Undertaker und beide fehdeten gegen Steve Austin unter dem Namen Brothers of Destruction. Anschließend bildete er Teams mit Chyna und danach mit X-Pac. Ende 1999 trennte die WWF das Team X-Pac und Kane. Kane tat sich wieder mit dem Undertaker zusammen und beide errangen 2001 die World Tag Team Championship. Bei WrestleMania XVII durfte sich Jacobs gegen Raven und Big Show durchsetzen und Hardcore Champion werden. Bei Backlash mussten er und der Undertaker den Tag Team Titel an Triple H und Steve Austin abgeben. Bei Judgement Day 2001 durfte Jacobs von Triple H den Intercontinental Titel erhalten. Kurz darauf gewann er zusammen mit dem Undertaker erneut die WWE Tag Team Titel, später folgten auch – im Zuge der WWE vs. Alliance-Fehde – die WCW-Tag-Team-Titel. Gegen Ende des Jahres 2001 musste er eine Verletzungspause einlegen.
Im Sommer 2002 kehrte Jacobs in die WWE zurück und gehörte nun zum Kader von RAW. Kurz nach seiner Rückkehr gewann er mit The Hurricane den Tag-Team-Titel von Lance Storm und Christian Cage. Im September desselben Jahres erhielt er die WWE Intercontinental Championship von Chris Jericho, den er bei No Mercy an Triple H verlor. Einen Tag nach WrestleMania XIX nahm Jacobs mit Rob Van Dam Chief Morley und Lance Storm den Tag Team Titel ab. Bei Bad Blood 2003 wurde ihnen dieser von La Résistance (René Duprée und Sylvain Grenier) wieder abgenommen. Im Juni 2003 musste er, nachdem er ein Match gegen Triple H verloren hatte, seine Gesichtsmaske nach rund sechs Jahren abnehmen. Anschließend fehdete Jacobs erfolgreich gegen Shane McMahon und im Anschluss erneut gegen den Undertaker.

#### Verschiedene Fehden und World Heavyweight Champion (2004–2010)
Bei der Veranstaltung Taboo Tuesday 2005 entschieden die Fans per Abstimmung, dass Kane und Big Show gegen die amtierenden World Tag Team Champions Lance Cade und Trevor Murdoch antreten sollten. Sie durften das Match gewinnen und die World Tag Team Championship-Gürtel erhalten. Den Titel mussten die beiden erst am 3. April 2006 bei RAW an Kenny und Mikey von der Gruppierung „Spirit Squad“ abgeben. Eine Fehde mit Big Show schloss sich an. Anschließend fehdete er gegen Andrew William Hankinson, der mit seinem alten Gimmick mit Ganzkörperanzug und Maske auftrat. Im Mai 2006 spielte er die Hauptrolle des Jacob Goodnight im Horrorfilm See No Evil der von der WWE produziert worden ist. Ein zweiter Teil erschien im Oktober 2014. Kane war danach zwei Monate lang nicht im WWE-Fernsehen zu sehen, als er durch Europa tourte, um See No Evil zu promoten. In der Raw-Ausgabe am 9. Oktober 2006 verlor Jacobs ein „Loser Leaves Raw“–Match gegen Umaga und musste daraufhin im Rahmen der Storyline Raw verlassen.

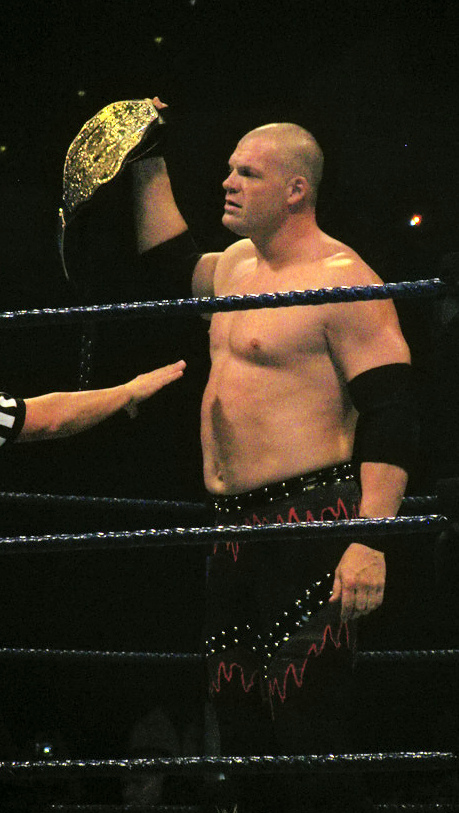
Kane als World Heavyweight Champion (2010)

Jacobs wechselte zu SmackDown! und begann eine Fehde gegen MVP. Danach fehdete er gegen William Regal, Dave Taylor und Mark Henry. Anschließend fehdete Jacobs Roster übergreifend gegen Big Daddy V aus der ECW. Bei WrestleMania 24 durfte sich Jacobs in einer Battle Royal durchsetzen und am gleichen Abend den ECW Champion-Titel von Chavo Guerrero gewinnen, womit er zum ECW-Kader wechselte. Bei der Großveranstaltung Night of Champions musste er die ECW-Championship an Mark Henry abgeben. Vor dem Titelverlust wechselte Jacobs durch den WWE Draft am 23. Juni 2008 zurück zu RAW. Es folgte eine Fehde gegen Rey Mysterio bis zum Ende des Jahres 2008. Bereits ein Jahr später wechselte er zurück zu SmackDown. Dort begann er eine Fehde gegen The Great Khali.
Bei der Großveranstaltung Money in the Bank am 18. Juli 2010 durfte Jacobs das gleichnamige Ladder Match des SmackDown-Kaders für sich entscheiden. Am selben Abend löste er den Vertrag ein, siegte gegen Rey Mysterio und erhielt so den World Heavyweight Championship-Titel von diesem. Als erster WWE-Superstar durfte er alle drei Haupttitel der WWE gewinnen: die WWE Championship sowie die beiden inzwischen eingestellten World Heavyweight Championship und ECW Championship. Es folgten erneut Fehden gegen den Undertaker und gegen Edge, an den er bei der Großveranstaltung TLC: Tables, Ladders & Chairs in einem Four-Way-TLC-Match, an dem auch Rey Mysterio und Alberto Del Rio beteiligt waren, die World Heavyweight Championship abgeben musste. Im Zuge einer Fehde gegen die Gruppierung The Corre gewann Jacobs am 19. April 2011 zusammen mit Big Show von Heath Slater und Justin Gabriel erneut die WWE Tag Team Championship. Den Titel verloren sie am 23. Mai 2011 bei RAW an David Otunga und Michael McGillicutty von The New Nexus. Es folgte eine erneute Pause von Jacobs in der Zeit von Ende Juli bis Anfang Dezember 2011 laut Storyline wegen einer Verletzung, die Mark Henry ihm zugefügt hatte.

#### Rückkehr mit Maske und The Authority (2011–2015)

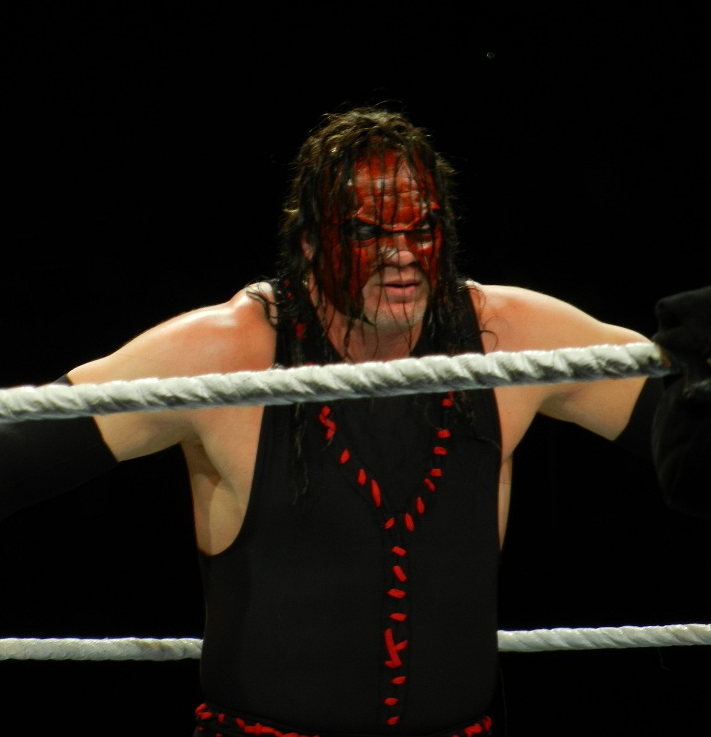
Kane mit seiner neuen Maske (2011)

Am 12. Dezember 2011 kehrte er bei den Slammy Awards zurück zu RAW, wo er in das Match zwischen Henry und John Cena eingriff. Jacobs trat nun – wie in den Anfangszeiten als Kane – wieder maskiert auf. Nach Fehden gegen John Cena und Randy Orton bestritt er Programme gegen CM Punk und Daniel Bryan um die WWE Championship, blieb dort aber erfolglos. Später fehdete Jacobs weiter gegen Bryan und gewann nach Gründung eines Tag Team (Team Hell No) mit diesem am 16. September 2012 die WWE Tag Team Championship von Kofi Kingston und R-Truth. Beide hielten die Titel bis zum 19. Mai 2013, als sie diese in St. Louis an Roman Reigns und Seth Rollins von „The Shield“ verloren.

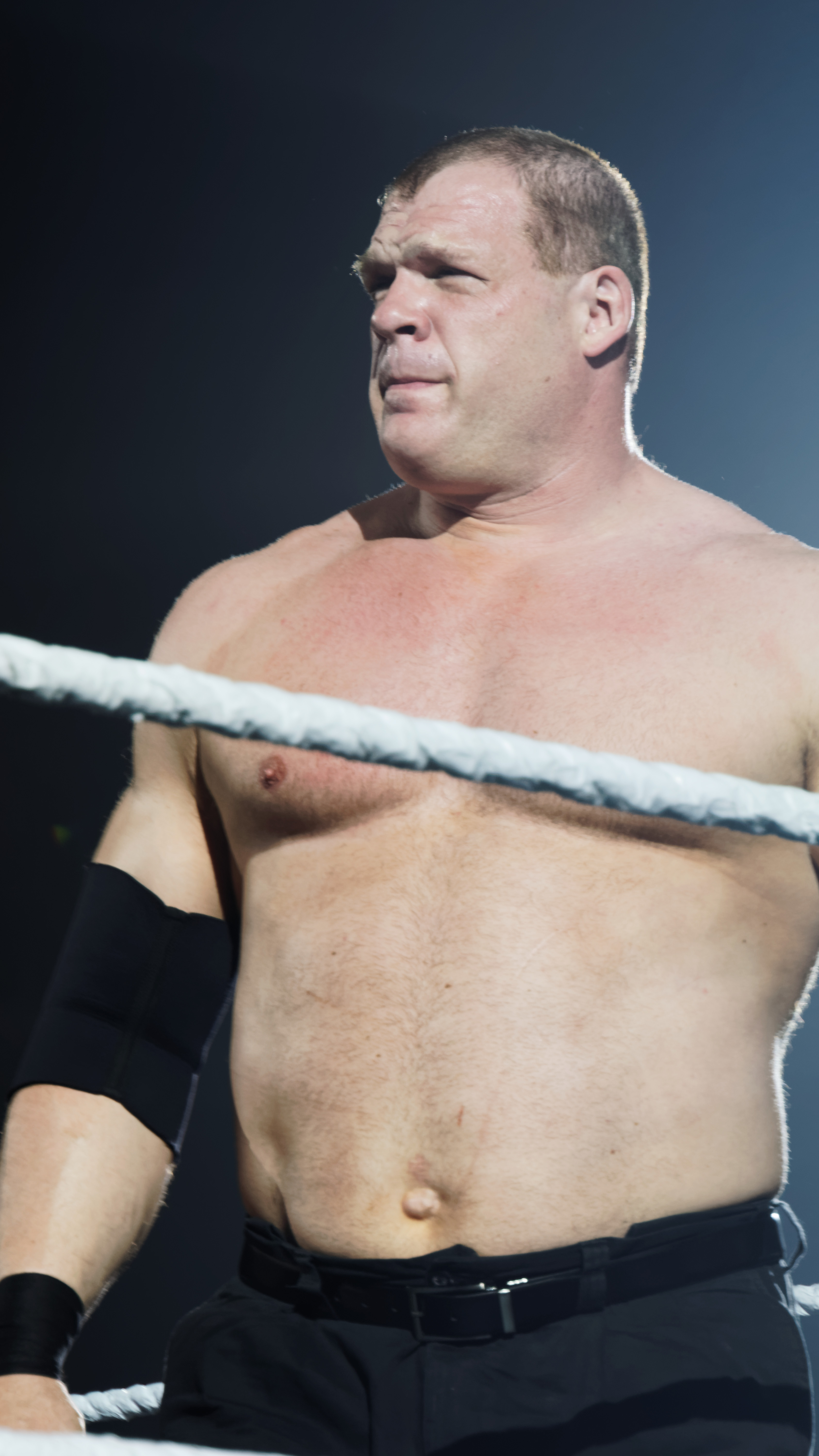
Corporate Kane (2015)

Nach einer zweimonatigen Pause kehrte Kane am 27. Oktober beim Hell in a Cell Event zurück und griff sowohl die Wyatt Family als auch The Miz an. In der nächsten Nacht bei Raw schwor er Stephanie McMahon Treue, indem er ihr seine Maske reichte. Er bekräftigte seine Loyalität in der nächsten Woche, indem er Mitglieder der Authority unterstützte. Als Teil seiner Charakterveränderung trug er einen Anzug und eine Krawatte und erhielt eine fiktive Rolle als „Director of Operations“. Nach WrestleMania XXX wurde Kane von Stephanie McMahon beschimpft und aufgefordert, das „The Big Red Monster“ zu finden, das er zuvor war. Er kehrte in derselben Woche maskiert zurück. In der Episode von Raw am 21. April kündigte Stephanie McMahon an, dass Kane der Nummer-Eins-Herausforderer der WWE World Heavyweight Championship bei Extreme Rules sei. Es folgte eine Fehde gegen Daniel Bryan. In der Episode von Raw am 4. August, nachdem Kane gegen Roman Reigns in einem Last-Man-Standing-Match verloren hatte, gab er seine Maske wieder an Stephanie McMahon ab. In der folgenden Woche bei Raw nahm Kane seine Rolle als Director of Operations wieder auf. Kurz vor dem Pay-Per-View Battleground wurde Kane nach einer Attacke von Brock Lesnar aus den Shows geschrieben.

#### Vereinzelte Auftritte und Hall of Fame (2015–2021)
Am 20. September kehrte ein maskierter Kane bei Night of Champions zurück und begann eine Fehde mit Seth Rollins. Mit einem Sieg von Rollins beim PPV Hell in a Cell war die Fehde am 25. Oktober 2015 beendet. Anlässlich des 25-jährigen WWE-Jubiläums des Undertakers im November 2015, wurde dem Storylinebruder von Kane das PPV Survivor Series gewidmet. Hier trat er gemeinsam mit dem Undertaker nochmals als „The Brothers of Destruction“ auf. Ihr Match gegen die Wyatt Family (Bray Wyatt und Luke Harper) durften sie für sich entscheiden. Danach trat Kane vornehmlich in House Shows auf und war nur gelegentlich in den TV-Shows zu sehen.
Beim PPV Royal Rumble nahm er am 24. Januar 2016 am gleichnamigen Royal Rumble Match teil. Unter Einbeziehung all seiner Gimmicks ist er mit 19 Teilnahmen der Rekordhalter am jährlich stattfindenden Royal Rumble Match. Er hält auch den Rekord für die meisten aufeinanderfolgenden Teilnahmen am Rumble (13 von 1999 bis 2011). Seit einiger Zeit lief vor allem in den House Shows, aber auch in den TV-Shows, das Fehdenprogramm gegen Bray Wyatt. Diese fand ihren Höhepunkt am 21. Februar 2016 beim PPV Fastlane. Es fand ein 6-Mann-Tag-Team-Match mit Kane, Big Show und Ryback auf der einen Seite, gegen die Wyatt Family (Luke Harper, Erick Rowan und Braun Strowman) auf der anderen Seite statt. Big Show und Ryback wurden durch Übergriffe der Wyatt Family in die Storyline involviert. Letztendlich durfte das Team aus Kane, Big Show und Ryback den Sieg einfahren. Die Matchserie zwischen Kane und Bray Wyatt wurde noch einige Zeit in den House Shows fortgesetzt. Am 3. April 2016 bei WrestleMania 32 war er Teilnehmer an der Andre the Giant Memorial Battle Royal. Kane wurde dann zuletzt von dem Sieger des Matches, Baron Corbin, aus dem Match eliminiert. Nach WrestleMania war Kane vornehmlich in House Shows zu sehen. Mit dem Split der Shows am 19. Juli 2016 wurde Kane Teil des SmackDown-Rosters. Im September begann erneut eine Fehde gegen die Wyatt Family. Am 11. September beim PPV Backlash durfte er Bray Wyatt in einem No Holds Barred-Match besiegen. Nach einem Turn von Randy Orton auf die Seite der Wyatt Family fehdete er auch gegen diesen. Zuvor waren beide in einigen Tag Team Matches gegen die Wyatt Family angetreten. Die Fehde wurde auch wieder in die House Shows übernommen. Beim PPV Survivor Series am 20. November durfte er einen Sieg gegen Luke Harper einfahren. Danach folgte eine längere Pause.
Am 16. Oktober 2017 kehrte Kane zum Raw Brand zurück. Kane kehrte in der 26. Juni-Episode von SmackDown Live zurück und rettete Daniel Bryan von den SmackDown Tag Team Champions The Bludgeon Brothers. Bei Extreme Rules wurde Team Hell No vor ihrem Match von den Bludgeon Brothers angegriffen, da Kane eine Verletzungspause einlegen musste. Am 16. September 2019 gewann er den WWE 24/7 Championship von R-Truth, diesen verlor er aber in der gleichen Nacht wieder an ihn. Am 6. April 2021 wurde er in die Hall of Fame eingeführt.

## Politische Laufbahn
Jacobs war ursprünglich Mitglied der Libertarian Party. Im Mai 2016 sagte Jacobs, er erwäge ernsthaft, 2018 für das Amt des Bürgermeisters von Knox County, Tennessee, zu kandidieren. Im März 2017 startete er offiziell seinen Wahlkampf als Republikaner. Am 1. Mai 2018 gewann er die republikanische Vorwahl mit 23 Stimmen. Am 2. August 2018 wurde er zum Bürgermeister gewählt. Er besiegte seine demokratische Gegnerin Linda Haney mit 51.804 (66,39 %) zu 26.224 (33,61 %) Stimmen.
Am 5. August 2022 gewann Jacobs eine zweite Amtszeit, indem er die demokratische Kandidatin Debbie Helsley bei den Bürgermeisterwahlen 2022 im Knox County besiegte.

## Titel und Auszeichnungen

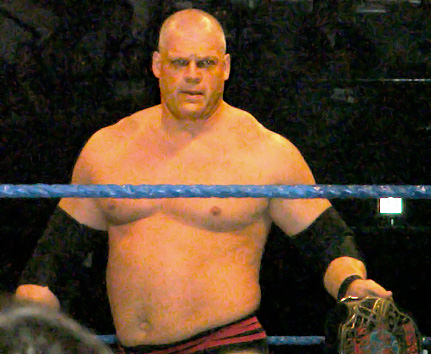
Kane als ECW Champion (2008)

### Titel
- Smoky Mountain Wrestling
  - 1× SMW Tag Team Champion mit Al Snow

- United States Wrestling Association
  - 1× USWA Heavyweight Champion

- World Wrestling Federation/Entertainment
  - 1× ECW Champion
  - 1× WCW Tag Team Champion mit The Undertaker
  - 1× World Heavyweight Champion
  - 9× World Tag Team Champion jeweils 2× mit Mankind, X-Pac und The Undertaker und jeweils 1× The Hurricane, Rob Van Dam und Big Show
  - 2× WWE Intercontinental Champion
  - 2× WWE Tag Team Champion jeweils 1× mit Big Show und Daniel Bryan
  - 1× WWE 24/7 Champion
  - 1× WWF Champion
  - 1× WWF Hardcore Champion

### Auszeichnungen
- World Wrestling Federation/Entertainment
  - 2001: Achter Triple Crown Champion
  - 2001: Dritter Grand Slam Champion
  - 2009: Bragging Rights Trophy Sieger mit Team SmackDown
  - 2010: SmackDown Money in the Bank Sieger
  - 2021: Aufnahme in die Hall of Fame